# マンタス・クヴェダラヴィチュス
マンタス・クヴェダラヴィチュス（リトアニア語: Mantas Kvedaravičius、1976年8月28日 - 2022年4月2日）は、リトアニアの映画監督。2022年ロシアのウクライナ侵攻下、ロシア軍によって殺害された。

## 経歴
ビルジャイ出身。ヴィリニュス大学歴史学部を卒業。専攻は考古学。2001年から2003年にかけてはニューヨーク市立大学大学院センターの文化人類学博士課程に入学し、2007年にはオックスフォード大学を卒業して社会文化人類学の修士号を取得。2013年にはケンブリッジ大学から社会人類学の博士号を取得した。マルチリンガルであり、母国語のリトアニア語の他、英語、ロシア語、スペイン語、ギリシャ語が話せた。
ドキュメンタリー映画の監督として知られ、2011年にはチェチェンにおける政治的な拷問や暴力を描いた『バルザフ』を制作。この映画は40以上の国際映画祭で上映され、15以上の国際映画ドキュメンタリー賞（アムネスティ国際映画賞やエキュメニカル審査員賞など）を受賞した。2016年には『マリウポリ』、2019年には『パルテノン』を制作した。

## 死去

### 殺害事件
2022年ロシアのウクライナ侵攻中の4月3日、ウクライナ国防省は同月2日にクヴェダラヴィチュスがロシア占領軍に殺害されたことを発表した。ロシア軍に占領される南東部マリウポリから脱出しようとしたところであった。45歳没。リトアニア外務省によればクヴェダラヴィチュスはマリウポリでロシアの残虐行為を記録していたところだったという。
ラトビア・リガ在住のロシアの映画監督ヴィタリー・マンスキーは、クヴェダラヴィチュスの死について「全世界に対する愚劣な悪の戦争」において「カメラを手にしながら殺された」とFacebookでコメントした。
マリウポリに同行していた婚約者（ルハーンシク州出身のウクライナ人）は「彼が殺されたということを全世界に知ってもらいたい」「彼は、あの恐ろしい戦争をみんなに見せるために死にました」と語った。インタビューによると、婚約者は3月28日にクヴェダラヴィチウスの逮捕を知らされた。運転手は動転しており、クヴェダラヴィチウスはタトゥーやあざを確認するためドネツク人民共和国(DNR)の兵士たちに検査され、肩のあざを見つけた兵士たちが「リトアニアの狙撃兵であるNATOの兵士」と断じたと話したという。婚約者は一人でクヴェダラヴィチウスが捕虜になった場所に向かい、毎日ロシア兵・ロシアが支援する分離主義者を見つけては行方を訊き、探し続けた。同月30日に「あなたの夫は死んでいる」と知らされ、4月1日に遺体を発見。翌日、DNRの兵士の遺体と一緒に積み込まれた遺体とドネツクの遺体安置所に到着している。

### 調査結果
同年10月14日、プロエクトはオンラインマガジンSpektr.Pressと協力し、クヴェダラヴィチュス殺害についての調査結果をロシア語、英語、リトアニア語で公表した。
記事によると、3月にクヴェダラヴィチウスはまだ完全に封鎖されていないマリウポリへ行き、携帯電話で「マリウポリ2」を撮影していた。その傍ら、チャットルームで依頼を受け、3月27日、街に取り残された妊婦や乳児を抱えた母親や猫の多頭飼いをしている高齢女性たちを訪ねて脱出させようとしていた。しかしその途中に、誤ってロシア軍の拠点となっている住宅に入ってしまったのだという。
ロシア軍はクヴェダラヴィチウスと運転手(男性ボランティア)を拘束した。女性たちは地元住民がアパートに入れ、そこに隠れた。住民は、侵攻の直前にドネツクから年金を受け取りに来て閉じ込められた2人の高齢女性を介護しており、食糧がないと言ったという。女性たちは迎えのバスが待っている場所を知らなかったことから、ロシア軍に男性の釈放を懇願。運転手は釈放されたが、直後にウクライナ軍とロシア軍の銃撃戦が始まった。朝まで待ったが、クヴェダラヴィチウスがやってくることは無かった。
そのため明るくなってから運転手と女性たちは出て行き、クヴェダラヴィチウスの婚約者が待つバスに辿り着いた。事態を知った婚約者はクヴェダラヴィチュスが逮捕された場所へ行き、4月1日まで探し続けた。クヴェダラヴィチュスの遺体を発見したのは、最後に目撃された場所から500mも離れていない場所であったという。婚約者は遺体をドネツクの安置所に運び、そこからロシアを横断してリトアニアに向かった。そして4月9日に故郷のビルシャイに埋葬した。
運転手はクヴェダラヴィチウスの携帯電話を車の内張りの裏に隠し、前線を越えた。その携帯電話で発見された映像の断片は「マリウポリ2」に収められ、5月のカンヌ映画祭でプレミア上映された。
マリウポリの奪取に参加したのは、南部軍管区の部隊（第19自動車化狙撃師団、第150自動車化狙撃師団、第7親衛空挺師団）、第810独立親衛海軍歩兵旅団、第3独立親衛特殊任務旅団、DNR人民民兵（スパルタ大隊、DNR内部省特殊部隊）である。クヴェダラヴィチウスが最後に目撃された地点の周辺住民によると、3月28日から4月1日まで、ロシア人もいるドネツク人民共和国(DNR)の戦闘員によって支配されていた。DNRの内務省特殊部隊と第6戦車小隊という具体的な部隊名を挙げ、司令官がロシア人だったと話している。占領軍本部に数人の幹部がおり、一人は「ウズベク」というコールサイン、もう一人は「マロイ」と呼ばれていた。マロイがウクライナの狙撃兵に撃たれたため彼らは怒っており、司令官の1人が「お前らはスナイパーをかくまっているんだ、今すぐ全員殺すぞ！」と叫んだという。
避難中の女性を脅したのは「パシュテット」と呼ばれる男だった。調査で「パシュテット」と呼ばれる男が2人分かったことから、女性たちに写真を見せたところ、パベル・ムシエンコという人物の方に見覚えがあるとの証言を得た。この人物の父親、ヴァレリー・ムシエンコもDNR出身の分離主義者で戦車大隊長を務め、2014年からカナダとオーストラリアの経済制裁下に置かれている。編集部がフコンタクテを通じムシエンコに取材したところ、トゥーラにいてマリウポリの作戦には参加していないと答えた。そのためアリバイの証拠の提示を求めたが、ムシエンコは記者のアカウントをブロック。なお、編集部は匿名を条件にリトアニア捜査当局の関係者に取材。捜査関係者は「パシュテット」ことパベル・ムシエンコについて「調査中であり、クヴェダラヴィチウスの逮捕への関与が立証されつつある」と述べたという。